# 生物学文摘（预评）数据库
美国生物学文摘（预评）数据库（BIOSIS Previews，缩写：BP）是美国生物科学信息服务社出版的一个数据库，包括《生物学文摘》、《生物学文摘-综述、报告、会议》、《生物研究索引》。收录了100多个国家5000多种生命科学方面的期刊以及1650種非期刊类的文献。
Template:Thomson Reuters